# Rode sabelvleugel
De rode sabelvleugel (Pampa rufa synoniem: Campylopterus rufus) is een vogel uit de familie Trochilidae (kolibries).

## Verspreiding en leefgebied
Deze soort komt voor van zuidwestelijk Mexico tot El Salvador.

## Status
De grootte van de populatie is in 2019 geschat op 20-50 duizend volwassen vogels. Op de Rode lijst van de IUCN heeft deze soort de status niet bedreigd.